# 學分班
學分班，通常是設立於高等教育系統中一種無學位的學程。常見於同時開設有EMBA，即高階在職管理碩士的大學或學院，例如台灣大學管理碩士學分班，但不侷限只有商學或管理的類科，例如台北大學法律專業碩士學分班。修習學分班的目的，除了純個人的興趣外，也可能為符合特定考試的資格要求，但較常見的是為之後進入有學位學程抵免必修學分。但也並非在同一學校所修習的學分班課程，在進入學位學程後可以全部抵免，各校各系所仍有抵免的條件要求與總抵免的限制。

## 入學
招收方式通常與學位學程分開，入學條件相對寬鬆。通常可在職進修，僅授予學分，不授予學位證書。往往須要另外考取該校的碩士在職專班、進修學士班等的學程於入學後進行抵免。

## 課程
可能與學位學程的學生隨班上課制，但也有可能特別開班予學分班學生。大部份的學校都有限制修習學分數，選修人數不足不予開課等條件。時段依各校不同，有平日上課制，或假日全日進修等。

## 參照
1. ↑  .   [2022-01-19]. （原始内容存档于2022-05-20）.
2. ↑  .   [2022-01-19]. （原始内容存档于2022-01-19）.
3. ↑  .   [2018-08-29]. （原始内容存档于2018-10-15）.
4. ↑  .   [2018-08-29]. （原始内容存档于2018-07-08）.
5. ↑  .   [2018-08-29]. （原始内容存档于2019-05-20）.
6. ↑  .   [2018-08-29]. （原始内容存档于2018-09-04）.